# Tchaj-pej 101
Tchaj-pej 101 (čínsky 台北101, pchin-jin: Táiběi yī líng yī, anglicky Taipei 101), původně známý jako Finanční centrum Tcha-pej (čínsky 臺北國際金融中心), je postmoderní mrakodrap, který se nachází ve městě Tchaj-pej, hlavním městě Čínské republiky na Tchaj-wanu. Má celkem 101 pater a tyčí se do výšky 509,2 m (nejvyšší bod a zároveň i architektonická výška). Té dosáhl 1. července 2003, čímž se stal nejvyšším na Zemi, když překonal výšku věží Petronas (452 m) v Kuala Lumpuru. Stal se vůbec prvním mrakodrapem, který prolomil půlkilometrovou hranici. Slavnostně otevřen byl na silvestra roku 2004. Budovu navrhli čínští architekti C. Y. Lee a C. P. Wang (C. Y. Lee & Partners).
Mrakodrap Taipei 101 byl vybudován v tchajwanské metropoli, která patří kvůli častým zemětřesením a pravidelným tajfunům mezi nejrizikovější oblasti světa. Design budovy je inspirován tradiční čínskou architekturou. Stavba je horizontálně rozdělena do osmi hlavních částí, které vytvářejí vzhled podobný pagodám (buddhistická věžová stavba) a pro samotný ocelový skelet se stal inspirací pevný a zároveň pružný stonek bambusu. Každá sekce složité konstrukce působí jako samostatný celek a díky tomu je celá budova pevnější, pružnější a lehčí. Stavba, překonávající množství technických prvenství, posunula malý ostrovní stát na špičku světového stavebnictví. Jedná se o nejbezpečnější budovu na Tchaj-wanu při zemětřesení či tajfunu. Tchajwanci věří, že pokud při zemětřesení spadne Tchaj-pej 101, nezůstane stát žádná jiná budova ve městě.

## Historie
V roce 1997 tchajwanská společnost Taipei Financial Center Corporation (TFCC) získala práva na pronájem areálu a výstavbu budovy po dobu 70 let (do roku 2067), s cílem vytvořit hlavní multifunkční zónu v Tchaj-wanu. Pro stavbu byl vybrán pozemek v bohaté městské čtvrti známé jako „tchajpejský Manhattan“. Plánovaní se rozběhlo v červenci 1997, během funkčního období starosty Tchaj-peje Čchen Šuej-piena. Jedním z prvních návrhů byla jen 66patrová věž s výškou 273 metrů obklopená nižšími 20podlažními budovami. Tento návrh se příliš neujal – mnozí je přirovnávali ke dvěma malým psům stojícím na stráži vedle svého pána. V dalších konceptech už dominovala jediná, avšak mnohem vyšší stavba. Nakonec se investoři rozhodli postavit tak ambiciózní budovu, o které bude mluvit celý svět. Mrakodrap, který vyroste do více než půlkilometrové výšky, aby se stal největším na světě, zvýraznil profil Tchaj-wanu a posílil postavení tohoto státu na globální scéně. Na realizaci takového formátu získala společnost stavební povolení až v létě roku 2001, zatímco výstavba započala již v roce 2000 (prakticky už  31. července 1999). Jelikož měl být postaven v oblasti často zasahované tajfuny a v těsné blízkosti aktivního tektonického zlomu, kvůli bezpečnosti majitelé požadovali, aby byl schopný ustát i nejsilnější zemětřesení, které město zasáhne jednou za 2500 let. Náklady na výstavbu činily 1,5 až 2 mld. USD. Budovu navrhli čínští architekti C. Y. Lee a C. P. Wang ve spolupráci s řadou dalších inženýrů z prestižní architektonické kanceláře C. Y. Lee & Partners. Mrakodrap Tchaj-pej 101 symbolizuje růst a ekonomickou prosperitu Tchaj-wanu. Posouvá malý ostrovní stát mezi špičky světového stavebnictví. Reprezentuje nejen celé město a ostrov, ale i čínskou kulturu.

### Zemětřesení během výstavby
Dne 31. března 2002 byla budova vystavena první těžké zkoušce, přičemž byla stále ve výstavbě. Na Tchaj-wanu došlo k ničivému zemětřesení o síle 6,8 stupně a následkem silných otřesů bylo poškozeno více než 100 budov a dalších 5 se jich zřítilo. Rozestavěný mrakodrap se sice nebezpečně kymácel, ale prakticky bez úhony pohromu ustál, přestože byl od epicentra vzdálený pouhých 135 km. Stavební práce byly na tři měsíce přerušeny a proběhla důkladná kontrola statiky. Inspekce nenalezla žádné závady a konstrukce budovy nebyla vážně poškozena. Zřítily se však dva stavební jeřáby stojící na úrovni 56. podlaží, z výšky 240 metrů. Pády jeřábů rozdrtily několik vozidel a vyžádaly si šest lidských životů – usmrtily pět dělníků nacházejících se poblíž stavby a zahynul též taxikář prchající od svého vozu. Po této události a navíc jen pár měsíců poté, kdy se v New Yorku vinou teroristických útoků zřítily mrakodrapy Světového obchodního centra (Tchaj-pej 101 leží nedaleko od mezinárodního letiště), začali někteří investoři vyjadřovat pochybnosti o tom, zda je opravdu vhodné stavět v Tchaj-peji takto vysokou budovu. Obavy z bezpečnosti a rozpaky z možného nedostatku financí se však zanedlouho rozplynuly a stavební práce byly obnoveny.

### Čerpání betonu
Každé poschodí je odlito z betonu. V srpnu roku 2003 padl v případě Tchaj-pej 101 světový rekord, když bylo betonem zalito poslední 101. poschodí – tehdy nejvyšší místo, kam byl kdy čerpán. Do tak vysokého patra musel beton dopravit mimořádně silný stroj s 12válcovým motorem o výkonu 420 kW (kilowatt) s tlakem až 200 barů (2000 kg na 1 cm2). Přeprava musela být plynulá a nepřetržitá, aby směs neztuhla. Obří čerpadlo značky Schwing mělo dva písty, jeden nasával, zatímco druhý vytlačoval – podtlak vtáhl tekutý beton dovnitř a silný dieselový agregát vytvořil hydraulický tlak, který ho vytlačil ven.

### Slavnostní otevření
Budova dosáhla svého vrcholu 1. července 2003 a tyčila se do výšky 509,2 metrů. Na stavbě byl během důležitého milníku přítomen i nově zvolený starosta Ma Jing-ťiou. Uvedena do provozu byla na silvestra roku 2004. Zahájen byl slavnostním přestřižením pásky, kterého se společně účastnili prezident Čchen Šuej-pien, starosta Tchaj-peje Ma Jing-ťiou a předseda zákonodárného výboru Wang Jin-pyng. Následoval koncert pod širým nebem, během něhož vystoupila řada známých interpretů, včetně zpěvaček A-Mei a Stefanie Sun. První návštěvníci se mohli svézt výtahy do nejvyšších pater, kde byly pro veřejnost otevřené observatoře (vyhlídkové terasy). O několik hodin později předznamenal příchod nového roku první ohňostroj na novém majestátním mrakodrapu Tchaj-pej 101.

### V celosvětovém měřítku

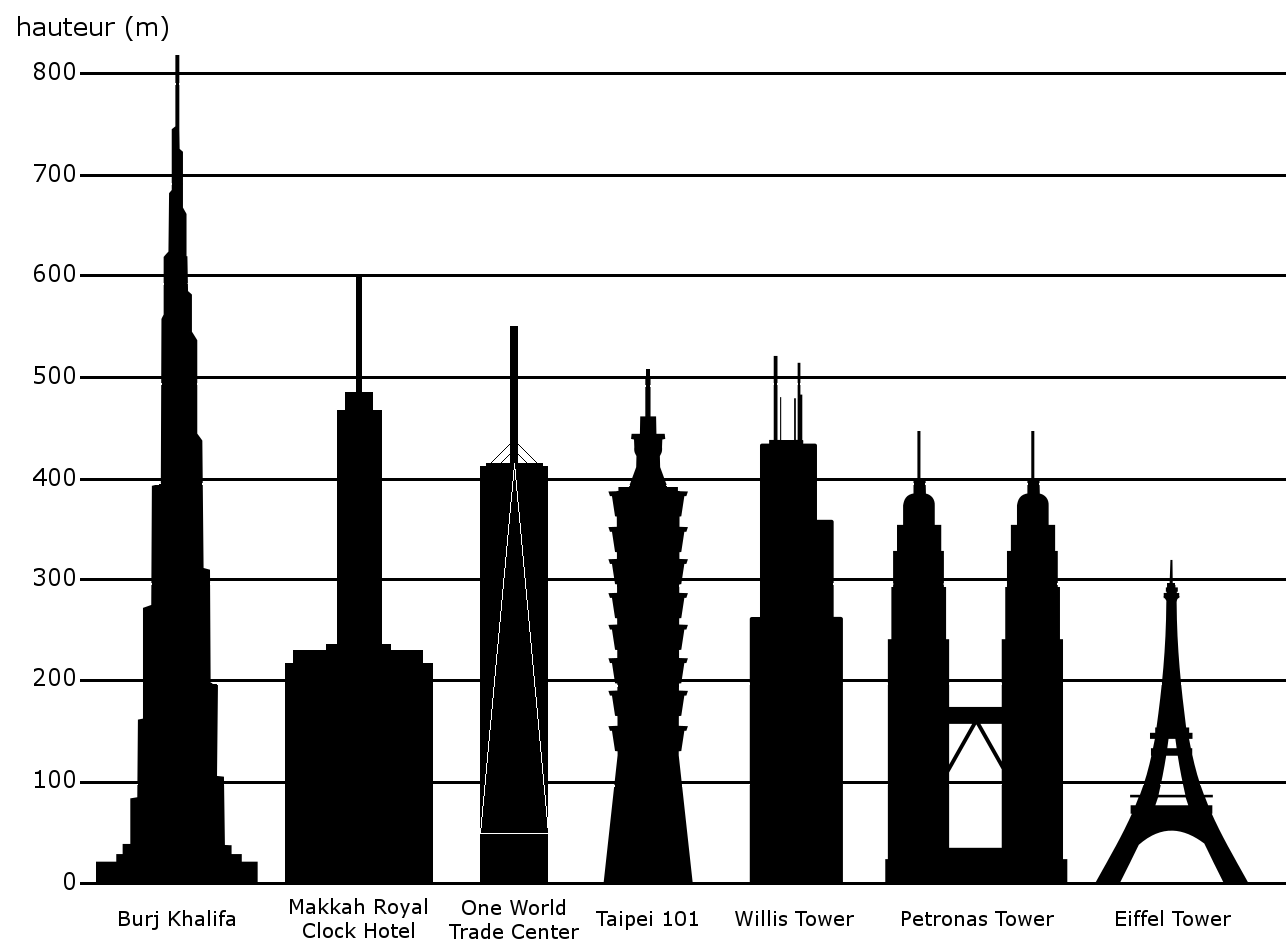
Tchaj-pej 101 v porovnání s jinými stavbami; zleva Burdž Chalífa, Abrádž Al-Bajt, One World Trade Center, Tchaj-pej 101, Willis Tower, Petronas Twin Towers a Eiffelova věž

Ve chvíli, kdy byla dokončena konstrukce mrakodrapu Tcha-pej 101, jednalo se o nejvyšší budovu na světě s výškou 509,2 metry (nejvyšší bod a zároveň i architektonická výška), když o 57 metrů překonala výšku věží Petronas v Kuala Lumpuru (452 metrů). Kromě toho se jednalo o vůbec první budovu, která prolomila půlkilometrovou hranici. Nejvyšší na světě byla do roku 2009, než byl postaven mrakodrap Budrž Chalífa (828 m) v Dubaji.
Od roku 2003 do roku 2013 byla Tchaj-pej 101 také nejvyšší kancelářskou budovou na světě, než by postaven mrakodrap One World Trade Center (541,3 m) v New Yorku.

## Tíha stavby
Krátce po otevření došlo v Tchaj-peji ke dvěma menším zemětřesením o síle 3,2 a 3,8 stupně, za které může být zodpovědná samotná stavba. Před výstavbou byla oblast ve které se mrakodrap nachází velmi stabilní zónou, kde nebyly známy žádné významnější seismické aktivity. Když však Tchaj-pej 101 začal růst, situace se změnila. Počet zemětřesení se během let 1997 až 2003 zvýšil o dvě mikro zemětřesení ročně. Mrakodrap Tchaj-pej 101 dosahuje vyšší hmotnosti, protože byla použita hybridní konstrukce z betonu a oceli, aby mu poskytla dodatečnou ochranu před zemětřeseními nebo požáry (viz konstrukce). Základy tak čelí silnému vertikálnímu zatížení. Geolog Čcheng-Horng Lin z tchajwanské univerzity provedl výzkum, který ukázal, že více než 700 000 tun těžká budova, jejíž hmotnost je rozložena na ploše 15 081 m2, vytváří na povrch pod sebou vertikální tlak o síle nejméně 4,7 baru (4,7 kg na 1 cm2) a v budoucnu tak může způsobit další seismické otřesy.
Nicméně řada odborníků, mezi které patří i geolog Dunstan Čchen (Sino Geotechnology, inc.), dodává, že se jedná o zajímavou leč velmi nepřesnou a vědecky nepodloženou teorii. Před každým založením výškové stavby na Tchaj-wanu se inženýři soustředí zejména na její hmotnost, přičemž zásadní je, aby hmotnost budovy víceméně odpovídala hmotnosti zeminy, která byla před zahájením výstavby vytěžena. To znamená, že v případě Tchaj-pej 101 je celková změna tlaku na zemskou desku prakticky nulová, protože 700 000 tun zeminy bylo nahrazeno podobně těžkou stavbou. Podle nich není možně, aby budova narušovala podloží až někde v 10km hloubce pod zemí, načež by mohla vyvolat seismickou činnost. Poukazují také na nedostatek údajů – cyklus zemětřesení trvá tisíce nebo miliony let, takže studie provedená v krátkém zhruba desetiletém období nemůže nic prokázat. Zaznamenané otřesy mohou být přirozenou součástí cyklu a z dostupných údajů není zřejmé zda je stavba nějakým způsobem ovlivňuje.

## Mimořádné události

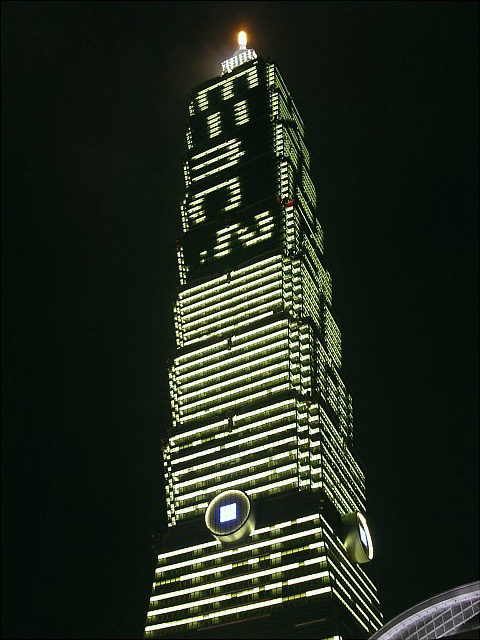
Vyobrazený vzorec „E = mc^{2}“

Dne 25. prosince 2004 známý francouzský horolezec Alain Robert vyšplhal po fasádě mrakodrapu až na vrchol. Výstup mu trval čtyři hodiny.
Dne 28. února 2005 navštívil mrakodrap bývalý prezident Spojených států amerických Bill Clinton a podepsal zde kopie své autobiografie.
Dne 19. dubna 2005 byla věž speciálně osvětlena k oslavě 100. výročí Einsteinovy teorie relativity a 50 let od úmrtí Alberta Einsteina, přičemž vyobrazila vzorec „E = mc2“. K jeho zobrazení bylo zapotřebí rozsvítit více než 30 000 světel a byl viditelný kilometry daleko.
Dne 20. listopadu 2005 se uskutečnil první běh po schodech mrakodrapu do 91. patra (celkem 2 046 schodů). Z mužů nejrychleji vyběhl Paul Crake z Austrálie s časem 10 minut, 29 sekund, z žen Andrea Mair z Rakouska v čase 12 minut, 38 sekund.
Dne 20. října 2006 byla budova osvícena růžovou „stuhou“ na podporu povědomí o rakovině prsu. Desetidenní kampaň byla sponzorována vlastníkem Tchaj-pej 101 a americkým nadnárodním výrobcem prestižní kosmetiky Estée Lauder.
Dne 12. prosince 2007 rakouský parašutista Felix Baumgartner provedl nepovolený seskok padákem ze zhruba 90. patra věže poté, co přelezl oplocení venkovní vyhlídky na 91. podlaží.
Dne 3. ledna 2020 byl mrakodrap speciálně osvětlen „vyvěšenou kondolencí“ na památku vládním obětem, kteří o den dříve zahynuli pří pádu vrtulníku na cestě z Tchaj-peje do vojenského tábora v okrese Yilan.

### Covid-19
V reakci na koronavirovou pandemii došlo od 1. dubna 2020 v Tchaj-pej 101 k několika opatřením. Kvůli snížené poptávce uprostřed pandemie covidu-19 zkrátila pracovní dobu nákupního centra, jako vůbec první v zemi. Aby se zabránilo šíření viru, kontrolovaly se teploty nakupujících a odepřen byl vstup těm, kterým byla naměřena tělesná teplota 37,5 °C nebo vyšší. Zaměstnanci pravidelně dezinfikovali výtahy, eskalátory nebo toalety. Výsledky těchto opatření se projevily už v červnu téhož roku, kdy země účinně omezila šíření covidu-19 a byla obnovena běžná pracovní doba.
V sobotu 25. září 2021 byl mrakodrap Tchaj-pej 101 speciálně osvětlen nápisem „THANK YOU“ a vlajkou Slovenska, jako poděkování za 160 000 vakcín od AstraZenecy proti covidu a chirurgické obleky, které Slovensko věnovalo Tchaj-wanu. Ministerstvo hospodářství Slovenské republiky chtělo tímto darem nejen pomoci, ale také se odvděčit za to, že během pandemie Tchaj-wan dříve pomohl i samotnému Slovensku, a sice darem 700 000 roušek.

## Parametry budovy

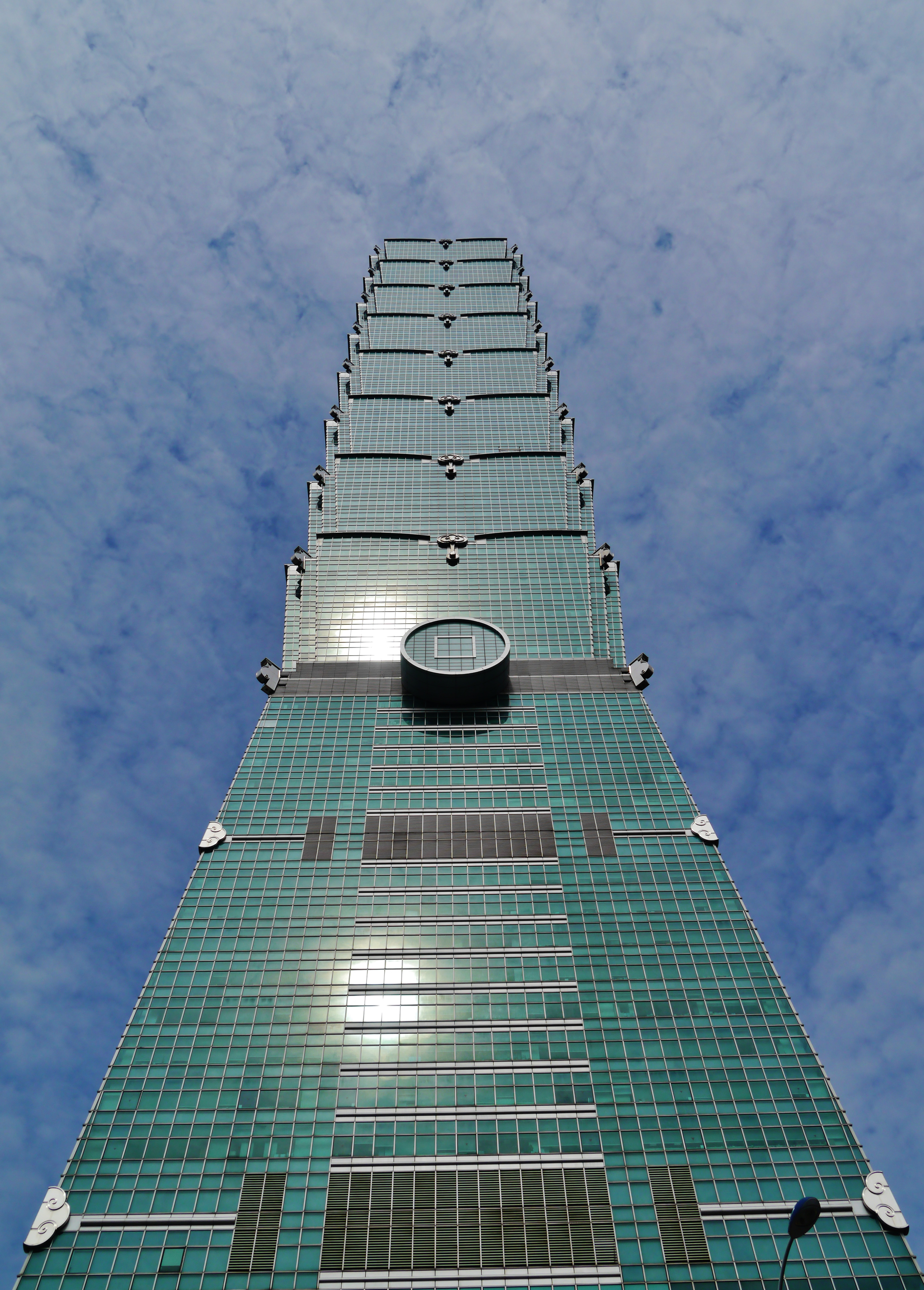
Tchaj-pej 101 z úrovně ulice

Tchaj-pej 101 se tyčí do výšky 509,2 m, což je nejvyšší bod budovy a zároveň i její uznávaná architektonická výška. Na úrovni střechy (pod venkovní vyhlídkou) je vysoká 390 m, po střechu užší nástavby 449,2 m. Nad ní se tyčí úzká kuželovitá konstrukce o délce 60 m a hmotnosti 400 tun, včetně „misky“ a podstavce. Nejvyšší patro leží ve výšce 439,2 m nad zemí. Podlaha nejnižšího patra se nachází v hloubce 31,4 m pod zemí. Základ budovy tvoří 50 x 50 m velký čtverec. Mrakodrap dosahuje hmotnosti přes 700 000 tun (přesně asi 705 130 tun).
Některé zdroje, stejně tak stěžejní organizace CTBUH (Council on Tall Buildings and Urban Habitat – mezinárodní rada pro vysoké budovy) i samotní vlastníci budovy udávají výšku 508 m, výšku střechy 448 m a nejvyššího patra 438 m, protože k mrakodrapu nezapočítávají vyvýšený 1,2 metrů vysoký základ, na kterém budova stojí. Nicméně pro většinu dalších autorit, nebo i dle standardů samotné organizace CTBUH, je (nebo by měla být) tato uměle (člověkem) vytvořená plocha nedílnou součástí mrakodrapu, jelikož převyšuje okolní dlažbu.
Budova má celkem 101 nadzemních a 5 podzemních podlaží, a podlahovou plochu o výměře 412 500 m2 – z toho 198 347 m2 vyhrazených pro kanceláře, 77 033 m2 pro maloobchodní prostory a 83 000 m2 parkovacích míst pro více než 1 800 vozidel.
Jedná se o jednu z nejbezpečnějších budov na světě při zemětřesení či tajfunu. Například proti teroristickým útokům je za jednu z nejodolnějších budov považován mrakodrap One World Trade Center.

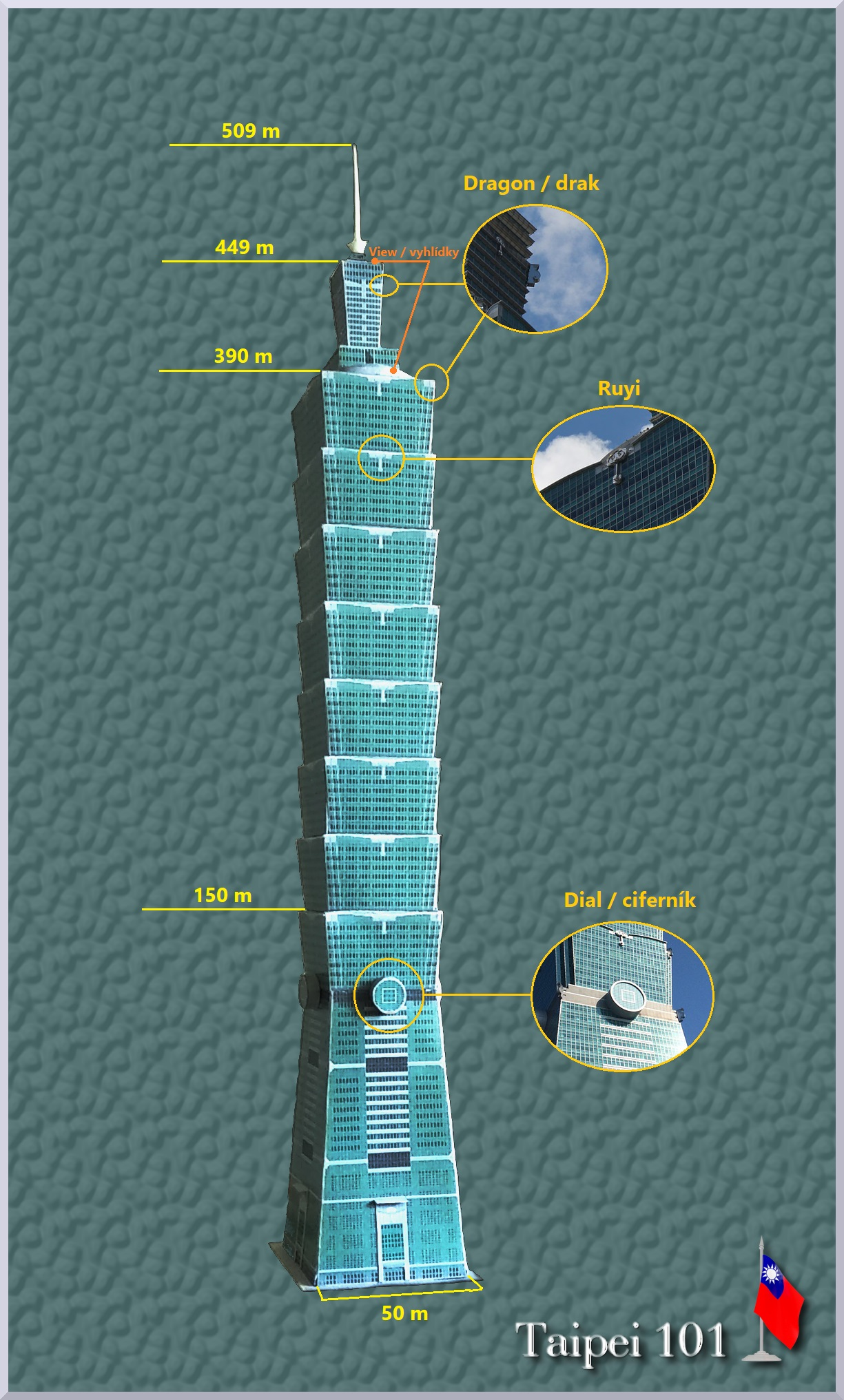
Schéma budovy

### Rekordy
Když byl mrakodrap Tchaj-pej 101 postaven, vytvořil tyto rekordy:
- První budova, která vyrostla do výšky 500 metrů nebo vyšší
- První takto vysoká budova, která byla postavena v oblasti s častým výskytem zemětřesení a sužované tajfuny
- Nejvyšší místo, kam kdy byl čerpán beton – 101. poschodí (cca 450 metrů). Nyní Burdž Chalífa.
- Výška od země po vrchol celé konstrukce – 509 metrů. Držitelem předchozího rekordu byly Petronas Twin Towers se 452 metry. Nyní Burdž Chalífa (828 m).
- Výška od země po střechu – 449 metrů. Držitelem předchozího rekordu byl Willis Tower se 442 metry. Nyní Burdž Chalífa.
- Výška po nejvyšší používané podlaží – 439 metrů. Předchozí rekord držel Willis Tower. Nyní Burdž Chalífa.
- Nejvyšší rychlost stoupání výtahu – 16,83 m/s (60,6 km/h), dle některých zdrojů údajně až 64 km/h. Dnes ještě rychlejšími výtahy disponují mrakodrapy CTF Finance Centre (76 km/h) nebo Shanghai Tower (74 km/h).
- Nejvyšší kancelářská budova – 509 metrů, než byl postaven One World Trade Center v New Yorku (541 metrů).[pozn. 1]
- Největší odpočítávající hodiny na Silvestra.
- Největší a nejtěžší stabilizátor (navíc zpřístupněný veřejnosti)

### V současném žebříčku
K březnu 2021 je Tchaj-pej 101 (509,2 m) 10. nejvyšší budovou na světě po mrakodrapech CITIC Tower (528 m), Tchien-ťin CTF Finance Centre (530 m), Guangzhou CTF Finance Centre (530 m), One World Trade Center (541,3 m,) Lotte World Tower (555,7 m), Goldin Finance 117 (596.6 m), Ping An International Finance Centre (599 m), Abrádž Al-Bajt (601 m,) Shanghai Tower, (632 m) a Burdž Chalífa (828 m).

## Rozvržení budovy

Logo

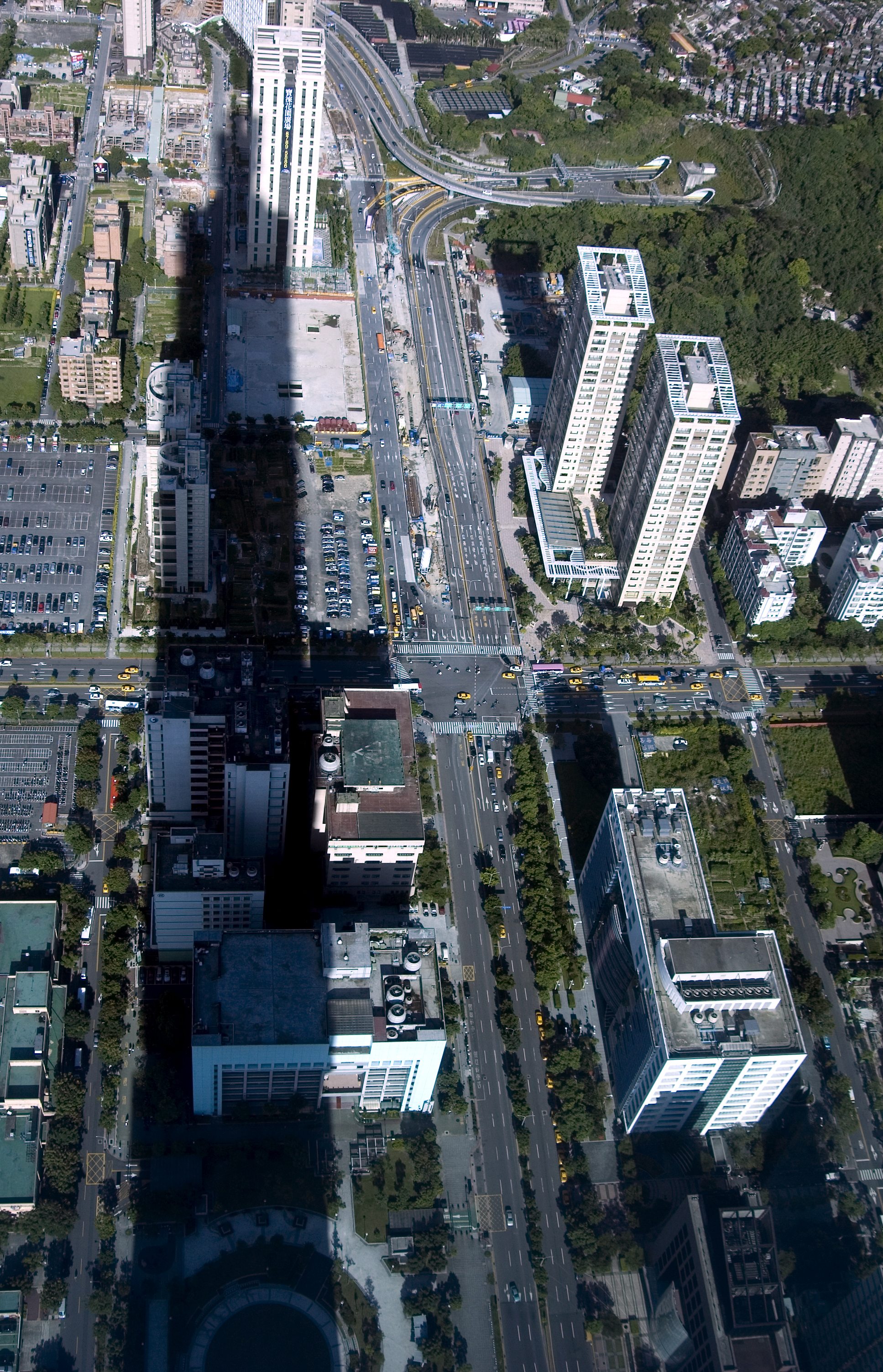
Pohled dolů z úrovně observatoře (vnitřní, 89. podlaží)

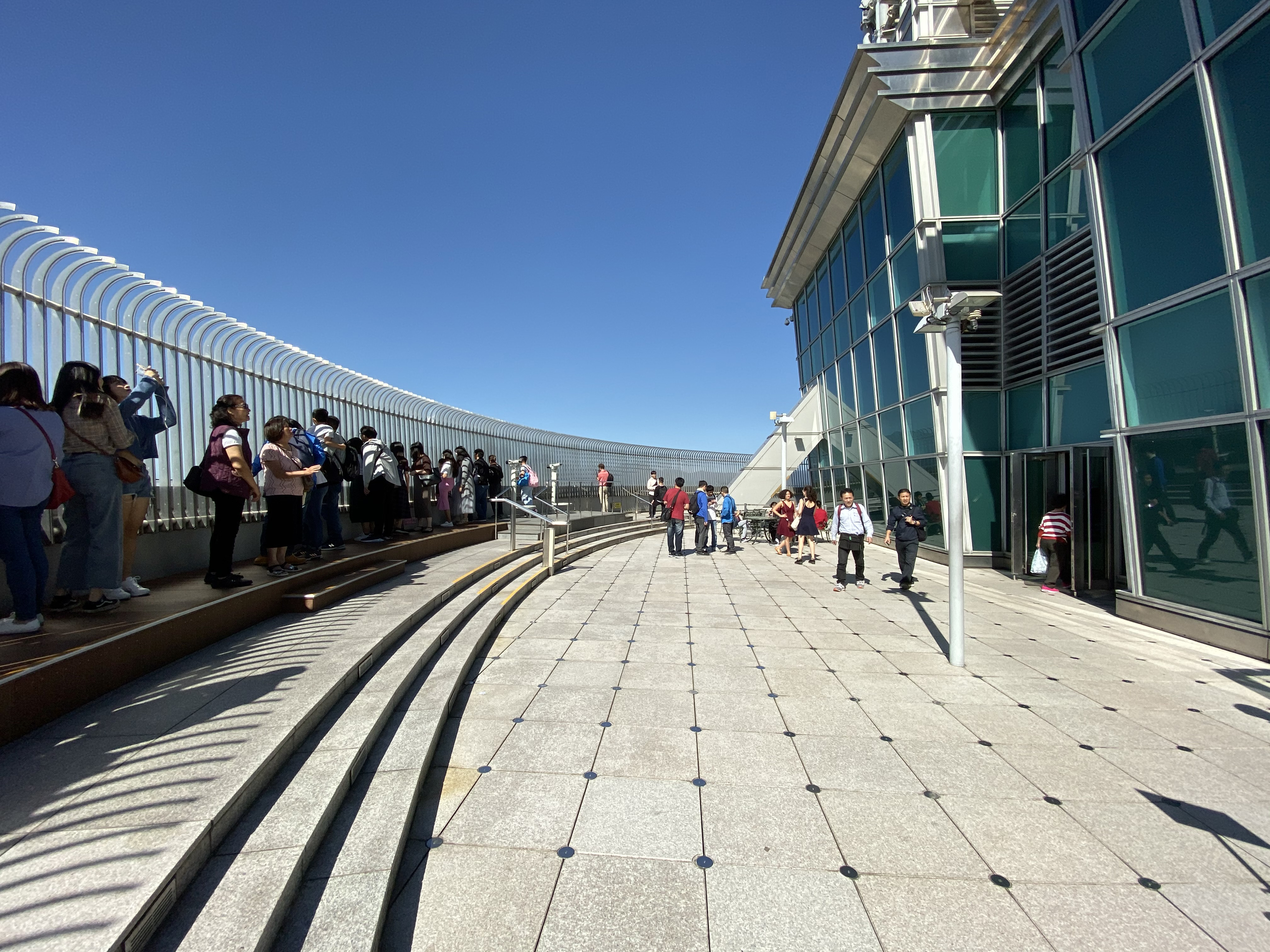
Venkovní observatoř na 91. podlaží

Tchaj-pej 101 je víceúčelový mrakodrap:
| Podlaží  | Funkce                                                             |
| -------- | ------------------------------------------------------------------ |
| B5–B2    | parkoviště pro více než 1800 vozů (83 200 m2), kontrolní středisko |
| B1       | stanice metra                                                      |
| 1.–2.    | lobby (vstupní hala)                                               |
| B1–6.    | nákupní centrum, stravovací zařízení, fitness centrum              |
| 7.–8.    | technologické systémy                                              |
| 9.–16.   | kanceláře (nižší zóna)                                             |
| 17.–18.  | technologické systémy                                              |
| 19.–24.  | kanceláře (nižší zóna)                                             |
| 25.–26.  | technologické systémy                                              |
| 27.–33.  | kanceláře (nižší zóna)                                             |
| 34.      | technologické systémy                                              |
| 35.–36.  | sky lobby, konferenční centrum, bar, kuřácká místnost              |
| 37.–41.  | kanceláře (střední zóna )                                          |
| 42.      | technologické systémy                                              |
| 43.–49.  | kanceláře (střední zóna )                                          |
| 50.      | technologické systémy                                              |
| 51.–57.  | kanceláře (střední zóna)                                           |
| 58.      | technologické systémy                                              |
| 59.–60.  | sky lobby                                                          |
| 61.–65.  | kanceláře (vyšší zóna)                                             |
| 66.      | technologické systémy                                              |
| 67.–73.  | kanceláře (vyšší zóna)                                             |
| 74.      | technologické systémy                                              |
| 75.–81.  | kanceláře (vyšší zóna)                                             |
| 82.      | technologické systémy                                              |
| 83.–84.  | kanceláře (vyšší zóna)                                             |
| 85.–86.  | stravovací zařízení (restaurace)                                   |
| 87.      | technologické systémy                                              |
| 87.–92.  | zavěšený stabilizátor (TMD)                                        |
| 88.–89.  | vnitřní observatoř 360°, kavárna                                   |
| 90.      | technologické systémy                                              |
| 91.      | venkovní vyhlídka 360°                                             |
| 92.–100. | technologické systémy                                              |
| 101.     | venkovní vyhlídka 360° (původně VIP, od roku 2019 veřejná)         |

Tučně vyznačené podlaží – technologické systémy, jsou podlahy, na kterých se nachází různé technické zařízení starající se o chod mrakodrapu. Tato místa nejsou přístupná veřejnosti.
Budova disponuje dvěma sky lobby – prvním mezi 35. a 36. podlažím a druhým mezi 59. a 60. podlažím, čímž je prakticky dělena do tří výškových zón (na tři části):
- 1. část: nižší zóna (do výšky prvního sky lobby)
- 2. část: střední zóna (úsek ležící mezi úrovněmi sky lobby)
- 3. část: vyšší zóna (vrchní úsek budovy nad druhým sky lobby).[32]

Není bez zajímavosti, že čtyři (též se uvádí až sedm) podlaží je určených pro burzu cenných papírů, což evokuje možný terorismus. Cílem teroristů by se mohl také stát proto, že jde o dominantní a symbolickou stavbu.
Kouření je v celém objektu přísně zakázáno, aby byla zachována kvalita vzduchu v uzavřeném prostoru. Jedinou výjimkou je malá kuřácká místnost ve 35. patře.

### Observatoř (vyhlídky)
Veřejnosti přístupná observatoř leží ve výšce 383,4 m (vnitřní; 88.–89. podlaží) a ve výšce 391,8 m (venkovní v kruhové základně; 91. podlaží). Další, původně soukromá (VIP) ale od 14. června 2019 veřejná, venkovní vyhlídka se nachází na střeše užší nástavbové části budovy ve výšce 449,2 m (101. podlaží, 460 m n. m.). Zde panují přísnější podmínky kvůli bezpečnosti, protože je oplocení (v tomto případě spíše zábradlí) mnohem nižší než na 91. podlaží. Každý návštěvník je nejprve navlečen do postroje podobného tomu, jaký nosí horolezci, a za karabinu připnut k zmíněnému zábradlí. Přítomna je též ochranka. V roce 2019 stál vstup na nejvyšší vyhlídku 3000 NT$ (95 US$, tj. v přepočtu 2078 Kč k 15. 10. 2021) na osobu, za vnitřní na 89. podlaží člověk zaplatil 600 NT$ (19 US$, ekvivalent 415 Kč k datu 15. 10. 2021).

## Konstrukce a bezpečnostní/technologické vybavení budovy

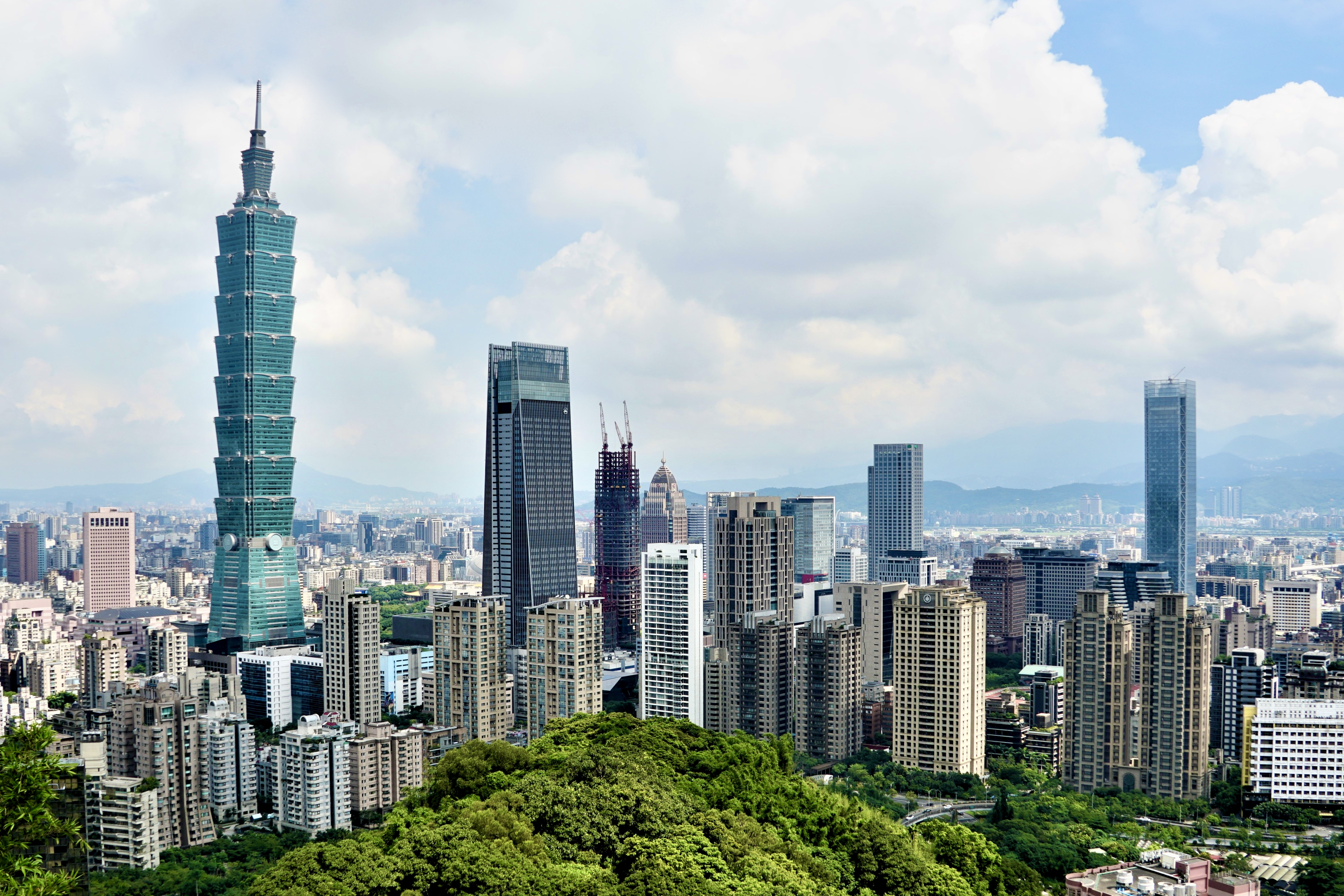
Tchaj-pej 101; nepřehlédnutelná dominanta Tchaj-peje

Tchaj-pej 101 je navržen tak, aby odolal tajfunu i silným seismickým otřesům, ke kterým na východě Tchaj-wanu dochází velmi často. Ve spolupráci se stavebním inženýry z tchajwanské společnosti Evergreen Consulting Engineering, Inc. (EGC) a amerického vědeckého institutu Thornton-Tomasetti Engineers se podařilo postavit budovu, která by měla odolat vichřici o rychlosti 216 km/h (též se uvádí až 250 km/h) a velmi silnému zemětřesení o síle 7., nebo údajně až 9. stupňů, tedy takovému, které se vyskytne jednou za 2500 let. Za normálních okolností se architekti výškových staveb soustředí zejména na problém s povětrnostními vlivy, který se stupňuje s rostoucí výškou stavby. Potom obvykle stačí, aby konstrukce mrakodrapu byla dodatečně vyztužená (zpevněná), ale pro Tchaj-pej 101 byl tento typ skeletu nevhodný. Musí totiž čelit hned dvěma protichůdným vlivům, tedy nejen silnému větru, ale i silnému zemětřesení. Pouze vyztužená budova by sice bez problému odolala tajfunu, ale silnější seismické otřesy by ji dokázaly srovnat se zemí. Aby byl mrakodrap Tchaj-pej 101 bezpečný, musel mít dostatečně pevnou, ale zároveň pružnou konstrukci, aby se pohybovala v souladu s otřesy.
Vítr působí na mrakodrap dvěma způsoby: opírá se přímo do jeho návětrné strany a na protilehlých bocích budovy mohou vznikat vzdušné víry –  kolísavé proudění vytváří střídavý tlak na stěny mrakodrapu, načež by se mohl rozkmitat a dosažené zrychlení může negativně ovlivnit pohodu osob v budově. Omezit nepříznivé účinky větru lze především správným aerodynamickým tvarem budovy. Zužující se stavba, vyhlazené hrany věže, nakloněné segmenty nebo pilovité (zčásti „ukrojené“) hrany těchto modulů (viz exteriér) sice sníží účinky vzdušných proudů tvořících se kolem konstrukce, ale zhruba jen o 30–40 %, tedy ne dostatečně. Aby budova Tchaj-pej 101 pod náporem větru nekmitala, v útrobách mrakodrapu leží jedno z největších kyvadel na světě (viz stabilizační systém).
V úvahu tak padly dva hlavní konstrukční systémy: 
1. ocelová rámová konstrukce tvořená hlavními osmi obřími sloupy vyplněnými do určité výšky speciální betonovou směsí, které jsou vzájemně pospojované vodorovnými příhradovými nosníky (díky čemuž je mrakodrap ohebný jako páteř – při výkyvu nebo rozechvění se nezlomí a nezřítí),
2. pasivní stabilizátor – těžká koule zavěšená na ocelových lanech – omezující vychýlení budovy ve větru (díky čemuž je budova stabilnější a pod náporem větru příliš nekmitá).

### Základy, konstrukce
Aby se pod vlastní tíhou nezdeformovala konstrukce mrakodrapu, byl postaven z oceli (odolnost v tahu) a betonu (pevnost v tlaku). Volba ocelobetonu jako hlavního konstrukčního materiálu vedle výhod, jakou je větší odolnosti vůči výkyvům ve větrném počasí a vůči vibracím, přinesla i určité komplikace – hmotnost celé konstrukce je přibližně dvojnásobná. To si spolu s náročnými geologickými podmínkami vyžádalo speciální základovou konstrukci. Základy mrakodrapu tak sahají do hloubky 30–80 metrů. Ohromnou hmotnost budovy (705 130 t) nese 380 (přesně asi 382) ocelových, betonem vyplněných pilot průměru 1,5 m, přičemž každá z nich unese zatížení 1000 až 1320 t (1 100–1 460 krátkých t). Piloty jsou vetknuty do skalního podloží a základová deska odlitá z 23 000 m³ betonu má tloušťku 3 až 5 metrů (na okrajích je silná 3 m a pod největšími sloupy až 5 m). Stavba tak neleží na terénu, ale je pevně vetknutá do podloží. Očekávané sedání konstrukce bylo 50 mm. Samotný geologický výzkum za pomoci jádrových vrtů trval osm měsíců. Budování základů trvalo více než rok (15 měsíců) a bylo zapotřebí odtěžit 700 000 tun zeminy.
Spodní 25patrová část budovy ve tvaru komolé pyramidy tvoří dostatečně širokou základnu (u země tvořící čtverec o rozměru 50 × 50 metrů), která zvyšuje celkovou boční tuhost a kvůli které by se budova neměla nikdy vyvrátit. Na úrovni 26. patra přechází budova z pyramidového tvaru základny do obrácených pyramidových modulů (celkem osm – viz exteriér). Tento přechod je výrazně ohraničen pásovou linií ozdobenou čtyřmi velkými kulatými ciferníky. Ty mají znázorňovat čínské starověké mince symbolizující bohatství.
Nosnou kostru celé budovy tvoří ocelový skeletový systém z vysoce pevné, pružné a nehořlavé oceli (opatřené speciální ohnivzdornou pěnou), který je pomocí ocelových trnů spřažen s ocelobetonovými stropy. Pro tuto stavbu bylo vyvinuto pět druhů ocelové slitiny, z nichž každá měla speciální parametry podle účelu použití. Budova je podepřená celkem 36 sloupy (nad širší základnou pokračuje 24 z nich). Uvnitř budovy se nachází ztužující jádro o rozměru 22,5 × 22,5 m, které sestává z 16 sloupů vzájemně sepnutých v obou směrech. Tyto sloupy jsou tvořeny čtvercovými (dutými) svařovanými průřezy, které jsou pro větší tuhost vyplněny betonem o pevnosti 70 MPa. Největší boční sloupy (tzv. mega-sloupy či super sloupy), kterých je celkem 8 (dva na každém ze čtyř rohů), mají půdorysný rozměr od 3 × 2,4 m do 2 × 1,8 m směrem k vrcholu a tloušťku 50–80 mm, a jsou betonem vylité do výše 62. podlaží (mix o 60–67 % pevnější než standardní směs běžně používaná v jiných výškových stavbách – odolá tlaku 70 MPa). Dále, až do 91. poschodí, pokračují pouze jako duté průřezy. Od 91. podlaží až k vrcholu je půdorysný rozměr mnohem menší a tak se zatížení z těchto pater přenáší na jádrové sloupy.
Tato konstrukce je ještě vyztužená příhradovými nosníky na každém osmém podlaží (tzv. vahadly) o výšce zhruba jednoho až tří pater, které spojují sloupy v jádru a na vnější straně budovy. Tyto traverzy zvyšují vodorovnou tuhost a uvolňují také prostor v blízkosti středových sloupů. Inženýři se nechali inspirovat kolénky bambusu, rostlinou neodmyslitelně spjatou s celým regionem, která symbolizuje sílu, pokoru a skromnost. Bambus není na první pohled příliš pevný, ale je přirozeně pružný. Lze ho ohýbat, aniž by praskl. Tyto vlastnosti vyplývají z jeho vnitřní stavby. Bambus má duté stéblo rozdělené na jednotlivé články oddělené plnými kolénky, která stonek zpevňují. Na mrakodrap byl použil stejný princip a v každém osmém patře jsou tak sloupy sepnuté ocelovými příhradovými nosníky.

### Stabilizační systém

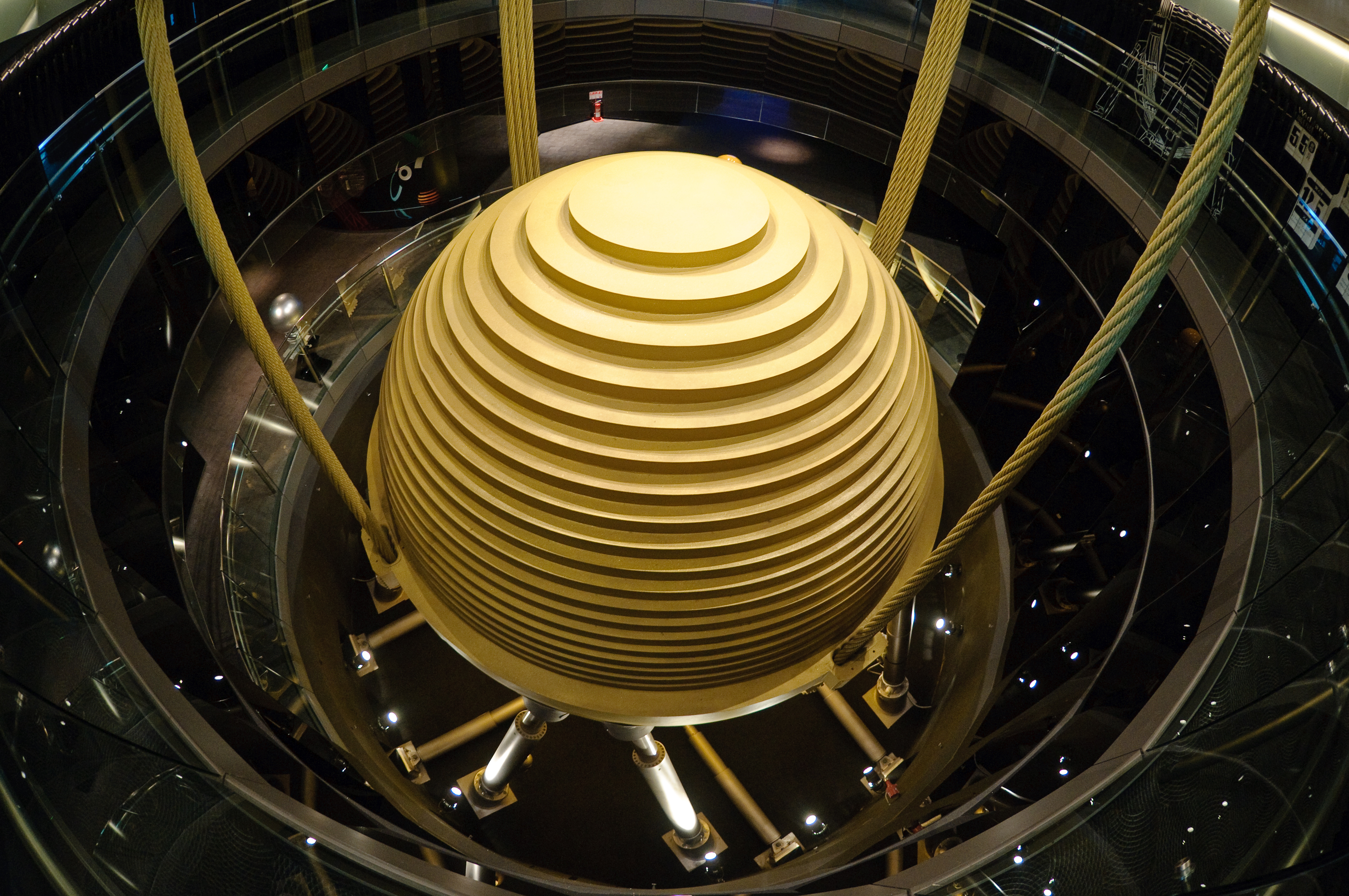
Stabilizátor

Funkce stabilizátoru: šedě – ocelová lana,
žlutě – vyvažovací těleso,
zeleně – viskózní tlumiče,
modře – pohyb budovy

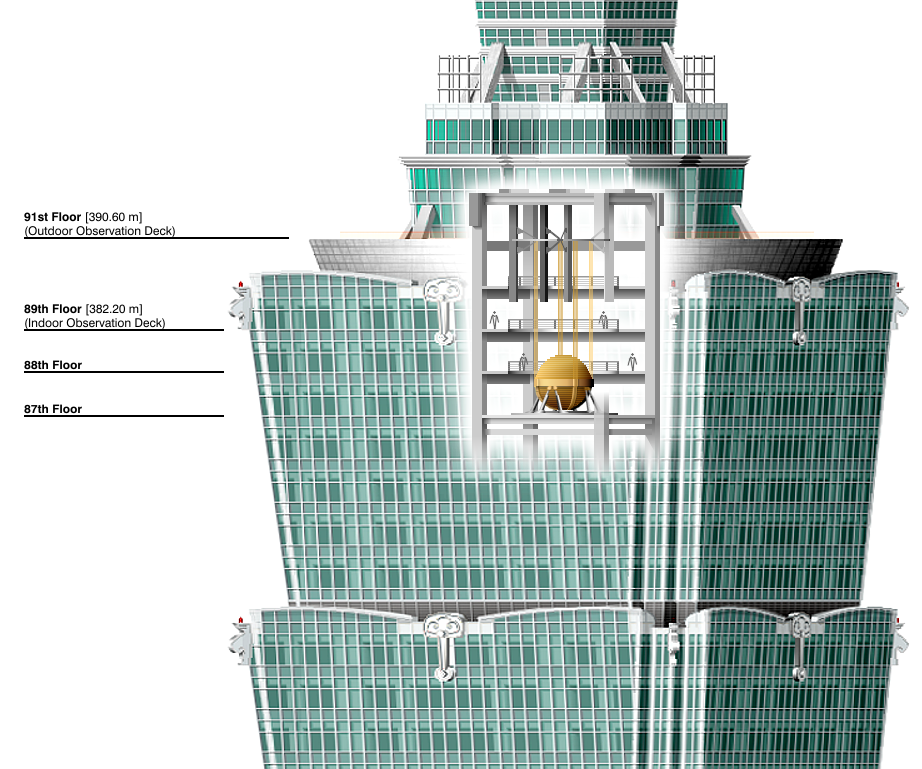
Umístění stabilizačního tělesa uvnitř budovy

Aby pod náporem větru budova nekmitala, je vybavena největším a nejtěžším tlumičem kmitání (Tuned Mass Damper, zkráceně TMD) svého druhu na světě v hodnotě 132 milionů NT$ (4 mil. US$, tj. v přepočtu 87,5 mil. Kč ke dni 15. 10. 2021), založeným na principech fyziky. Nachází se na vrcholu mrakodrapu mezi 92. a 87. patrem, kde je zavěšený na 16 silných ocelových lanech délky 11,5 metru. Obrovské pozlacené těleso ve tvaru koule funguje jako kyvadlo, které svými pohyby působí proti výkyvům budovy. Pokud se následkem větru budova vychýlí, koule se zhoupne a zatlačí na mohutné válce či písty vyplněné olejem (viskózní tlumiče), čímž se energie výkyvu rozptýlí (dochází k disipaci kinetické energie) – vyvažovací těleso se sice začne pohybovat, ale pomaleji než samotný mrakodrap, tím pádem působí do protisměru. Rozpohybovanou budovu tak dokáže udržet ve stabilní pozici – zvládne absorbovat až 40 % lokomoce. Toto ohromné závaží o hmotnosti 660 tun (0,24 % hmotnosti věže) měří 5,5 metru v průměru a skládá se ze 41 ocelových plátů tloušťky 125 mm. Těleso je otevřené veřejnosti, takže ho lze z bezpečné zóny sledovat při akci. První vážné zkoušce bylo vystaveno už 3. října 2005 (pouhý rok od otevření), kdy Tchaj-wan zasáhl ničivý tajfun (vítr o síle hurikánu – 110 km/h).
Další dva menší oscilátory, každý o hmotnosti 4,5–6 tun, jsou umístěny na samém vrcholu věže v úzké asi 45 metrů dlouhé kuželovité konstrukci, aby změkčily nejsilnější údery větru na nejzazším vrcholu budovy a zabránily únavě materiálu. Oscilují až 180 000krát ročně.

#### Damper Baby
Vyvažovací těleso se stalo velmi populární atrakcí a má i své vlastní maskoty v několika barevných variantách (tzv. Damper Baby). Na ně lze narazit různě v budově nebo si lze zakoupit jejich zmenšeniny (figurky) jako suvenýr. Maskot Damper Baby se stal takovou místní ikonou, že má i vlastní komiks nebo webové stránky.

### Protipožární ochrana
Každé patro je vybaveno hasicími přístroji a hydranty na vodu, jakož i požárními senzory a automatickým hasicím systémem, a garáže jsou vybaveny pěnovými hasicími přístroji. Sprinklery jsou napojeny na nádrže s vodou a v případě požáru se spustí vlivem gravitace, budou tak funkční i při případném výpadku elektrického proudu (pro všechny případy má mrakodrap vlastní záložní generátory, které jsou schopny generovat až 70 % celkové poptávky po elektřině – poskytnou energii zejména klíčovým systémům). Na každém osmém patře je umístěna ohnivzdorná místnost, která je spojena s venkovním schodištěm a balkónem. Kancelářské podlahy a klíčové únikové cesty jsou chráněny systémem pro odvod kouře. Ochranné nehořlavé výplně rozdělují budovu do jednotlivých zón, aby se požár nemohl šířit mezi patry. Klimatizace se automaticky vypíná při zachycení kouře, aby oheň nebyl „živen“ a nemohl nabrat na síle. Výtahy pro hasiče jezdí až do nejvyššího patra.

### Výtahy a eskalátory
Pro vertikální přepravu je v mrakodrapu k dispozici 61 (dle jiných zdrojů až 67) výtahů od společnosti Toshiba Elevator and Building Systems Corporation (TELC), které by měly vystačit pro deset tisíc lidí. Kvůli bezpečnosti a případnému neoprávněnému vniknutí si pasažér nemůže vybrat jakékoli patro, výtah ho přepraví pouze tam, kam dostane dotyčný člověk povolení vstoupit. Na návrhu složitého výtahového systémů se podílelo celkem pět odborníků a vývoj trval více než rok. Celkem 34 výtahů má dvě kabiny, které mohou přepravit až 62 osob najednou (zastaví se současně na dvou podlažích), z nichž 24 dvoupodlažních s nosností 1350 kg pro max. 20 osob (dohromady 2700 kg a 40 osob) a 10 dvoupodlažních o nosnosti 2040 kg pro max. 31 osob (dohromady 4080 kg a 62 osob).
Dva jednopodlažní rychlovýtahy jezdící do nejvyšších pater dosahují rychlosti až 1010 m/min (60,6 km/h), ale dle jiných zdrojů i 64 km/h (v závislosti na zatížení) – z 5. podlaží na observatoř na úrovni 89. podlaží se člověk dostane za pouhých 37 sekund. Opačným směrem sestupují rychlostí 540–610 m/min (max. 36,6 km/h, vyšší rychlost by mohla být pro člověka nepohodlná). Mají nosnost 1600 kg pro max. 24 osob. Tehdy šlo o nejrychlejší výtahy na světě (dnes ještě rychlejšími disponují mrakodrapy CTF Finance Centre nebo Shanghai Tower). Jedná se o jedny z technicky nejdokonalejších výtahů, které jsou řízeny digitálně. Mají přetlakovou aerodynamickou kabinu se systémem redukce otřesu a senzory pro případ zemětřesení. V případě prasknutí lana se aktivují bezpečnostní brzdy a vodící kolejnici sevřou dvě kotoučové čelisti na bázi nitridu křemíku. Na rozdíl od ocelových jde o odolnější kompozit, který se méně zahřívá, ale při případně vyšší teplotě stoupá i jeho účinnost. Odolá teplotě téměř 1000 °C, tedy v porovnání takové, jakou má tekutá láva. Výtah o hmotnosti 20 tun řítící se dolů rychlostí 21,1 m/s (76 km/h) dokáže tento bezpečnostní systém zastavit po pouhých 40 metrech. Každý z obou výtahů vyšel na zhruba 80 milionů NT$ (2,4 miliony US$, tj. v přepočtu 52,5 milionu Kč k datu 15. 10. 2021).
V budově se nachází také 50 eskalátorů.

### Exteriér (fasáda)

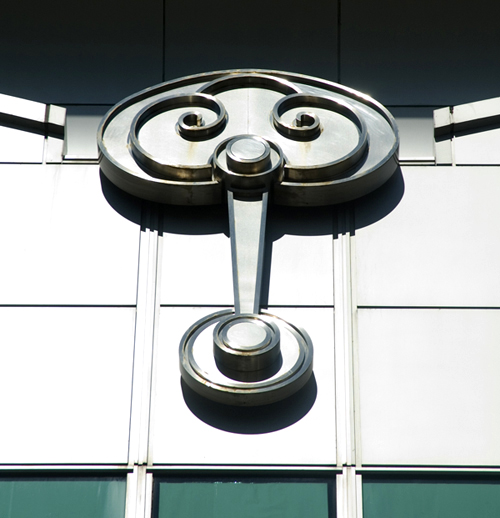
Jeden z dekorativních prvků budovy tzv. „ruyi“

Design budovy je inspirován tradiční čínskou architekturou a rostlinou neodmyslitelně spjatou s celým regionem, bambusem. Zvenčí je budova sestávající z hlavních osmi segmentů po osmi podlažích s vnitřním sklonem 7° podobná architektonickému stylu pagod (posvátná stavba běžná ve východní a jihovýchodní Asie) a pro samotný ocelový skelet se stal inspirací pevný a zároveň ohebný stonek bambusu (viz konstrukce). Počet opakujících se výrazných na sebe kladených segmentů – osm – symbolizuje šťastné číslo „8“ (čínský znak hojnosti, štěstí a prosperity). Na spojitost s tímto číslem lze narazit i jinde. Použité nakloněné úseky (v podstatě obrácené pyramidové moduly) mají také praktickou funkci – účinně vzdorují silnému větru dopadajícímu na budovu, a to i třeba díky pilovitým „vykrojeným“ hranám na těchto segmentech. Toto konstrukční řešení bylo testováno ve větrném tunelu ve speciálním inženýrském středisku Rowan Williams Davies & Irwin, Inc. (RWDI Consulting Engineers and Scientists) v kanadském Ontariu. Tam se nicméně přišlo na to, že sice vzdoruje, ale nikoli dostatečně, proto je mrakodrap pro všechny případy vybaven ohromným tlumičem (viz stabilizační systém).

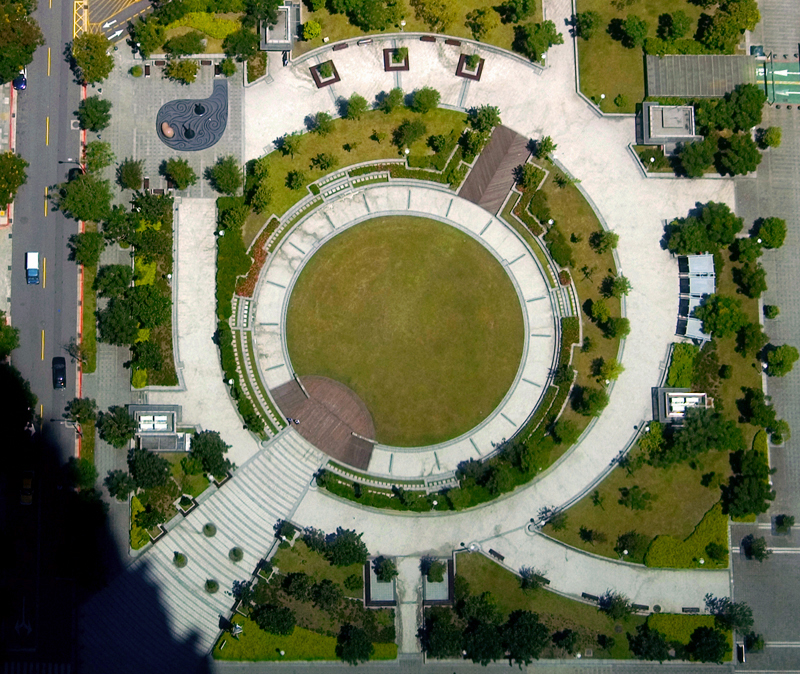
Pohled z 89. patra na Millennium Park, který je součástí stavby

Fasádu budovy zdobí několik dekorativních objektů, tolik typických pro asijskou kulturu – např. je vyzdoben osm metrů dlouhými talismany z dob starověku (tzv. „ruyi“), které symbolizují uzdravení, ochranu nebo naplnění, a na všech čtyřech rozích na vrcholu každé z celkem devíti sekcí jsou umístěny sošky dračích hlav (drak má v čínské mytologii důležité místo). Architekti se opírali též o tradiční čínské učení feng-šuej na jehož principech bylo třeba navrženo prostranství okolo budovy.
Charakteristický zelený či modrozelený plášť budovy tvoří 17 000 oken, každé složené ze speciálních dvou vrstev skla – zejména odrážejí sluneční paprsky, čímž obyvatele chrání před UV zářením a vysokými teplotami (ulevují klimatizačnímu zařízení až o 50 %). Zelený odstín fasády odkazuje na barvu bambusových výhonků. Každé okno budovy dokáže odolat tlaku o síle 7 tun (8 amerických tzv. krátkých tun).
Velké čtyři kulaté ciferníky na každé ze čtyř stran budovy znázorňují starověké čínské mince, které symbolizují bohatství.
Na střeše a fasádě budovy je instalovaný systém, který zachycuje dešťovou vodu. Ta je zpracována a následně využita pro různé účely mrakodrapu (např. splachování toalet, chlazení budovy), čímž se ušetří až 30 % pitné vody (asi 28 000 000 litrů pitné vody ročně).

#### Čištění oken
Na vyčištění a vyleštění všech 17 000 oken jsou k dispozici celkem čtyři platformy „parkující“ na střeše mrakodrapu, na rozích těsně pod venkovní vyhlídkou ležící na 91. podlaží (bílá ramena s plošinou), které obsluhují čtyři dvoučlenné týmy pracovníků. (V roce 2007 skočil z jednoho z těchto rohů parašutista Felix Baumgartner.) Robotické rameno vysune platformu přes fasádu, která se pak posouvá vertikálním směrem. Aby se plošiny i při mírném větru nehoupaly, jsou vždy připevněné k plášti budovy pomocí lan, avšak vane-li vítr o rychlosti vyšší než 36 km/h, je kvůli bezpečnosti práce a ochraně zdraví činnost úplně zastavena. Kvůli měnící se konstrukci a zkoseným segmentům posádka musí být od budovy pokaždé jinak daleko, stabilitu tak zajišťuje speciální protizávaží. Celou fasádu týmy vyčistí asi za tři měsíce.

## Vrchol budovy a symbolické osvětlení

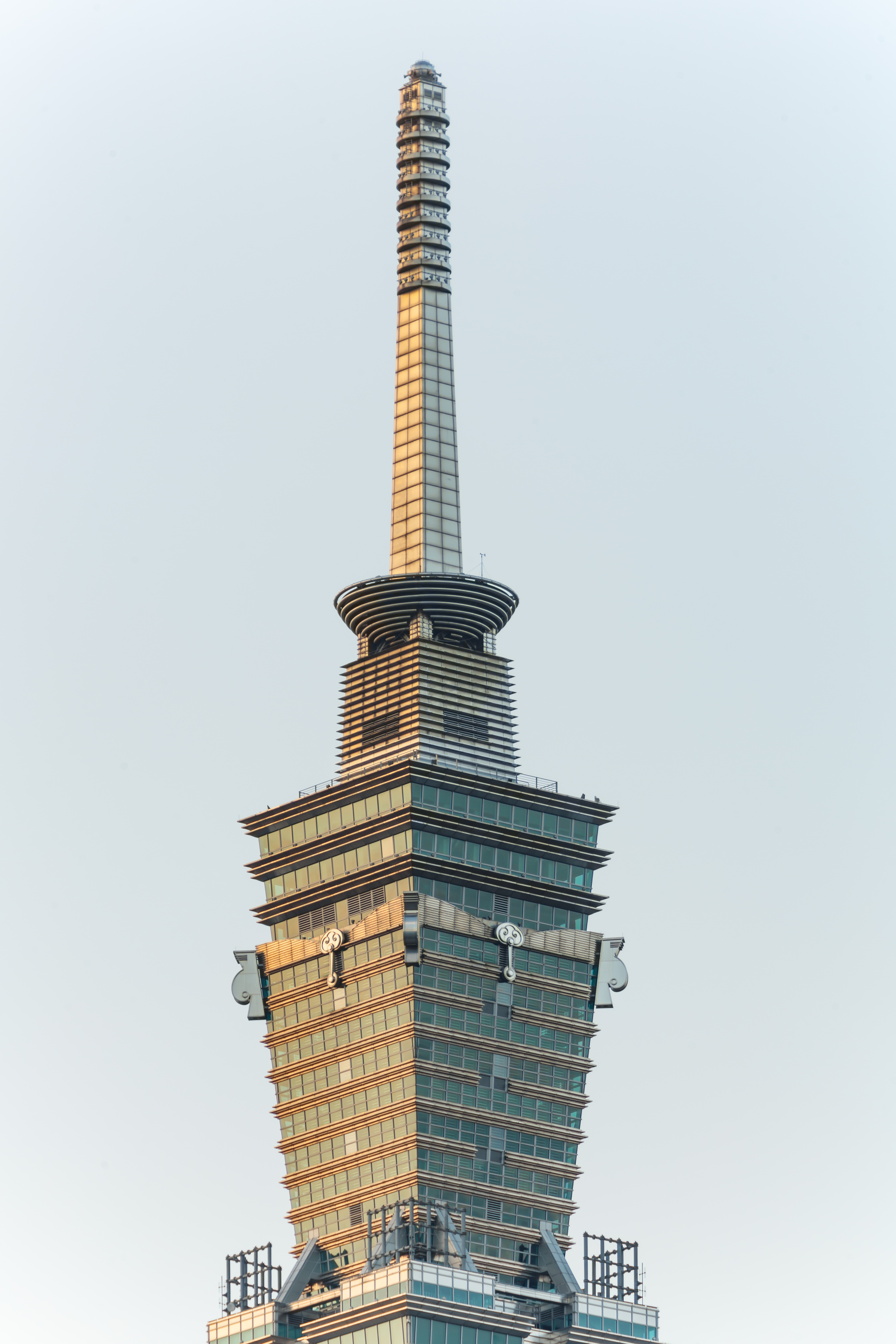
Vrchol budovy

Špička na samém vrcholu věže je při setmění zářivě žlutě osvětlena (zhruba do druhé poloviny kuželovité konstrukce) a symbolizuje pochodeň nebo hořící svíčku. 
Téměř celá budova je každý večer od 18:00 do 22:00 hodin místního času (od 10:00 do 14:00 hodin našeho času) nasvícena jednou ze sedmi barev duhy v závislosti na dni v týdnu:
| pondělí | úterý    | středa | čtvrtek | pátek                | sobota               | neděle  |
| ------- | -------- | ------ | ------- | -------------------- | -------------------- | ------- |
| červená | oranžová | žlutá  | zelená  | modrá (světle modrá) | indigo (tmavě modrá) | fialová |

## Umění

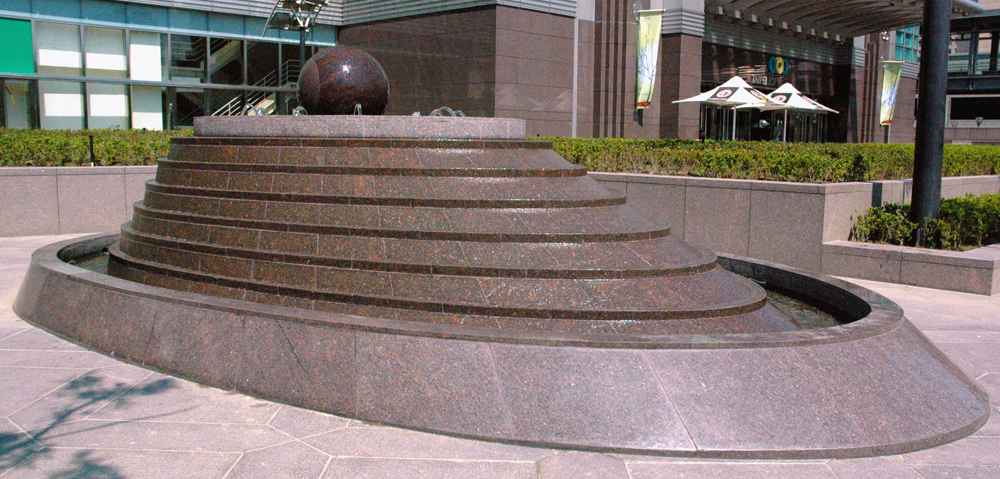
Fontána The Rising Sun-The Shooting Stars

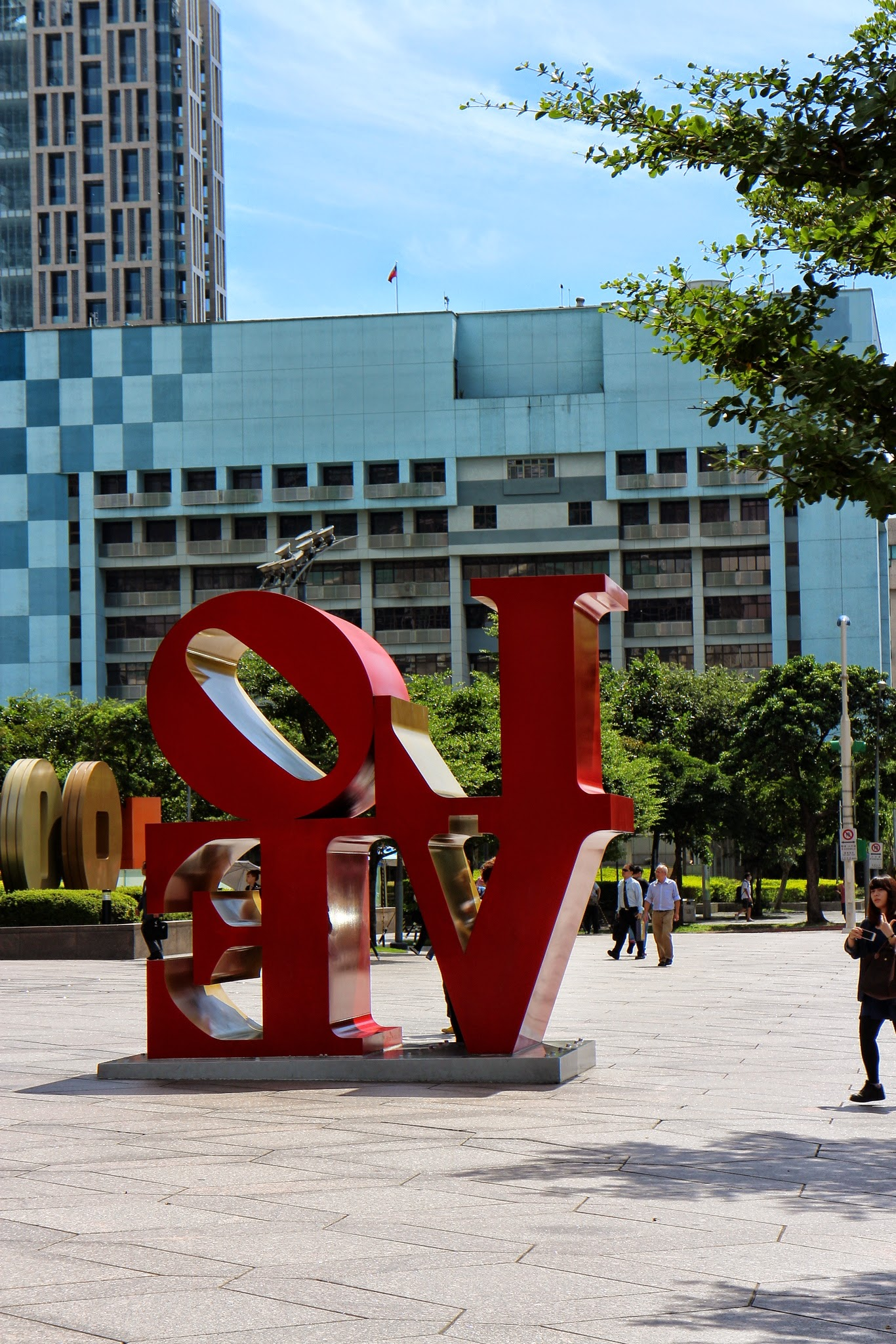
Socha Love (reprodukce pop-artového obrazu, který vytvořil americký výtvarník Robert Indiana)

Vlastníci investovali více než 0,5 % z rozpočtu na výstavbu do umění, které mělo za cíl pozvednout prostranství okolo budovy, potažmo i samotný interiér mrakodrapu. Přímo v budově jsou vystaveny čtyři z devíti veřejných uměleckých děl, zbytek je umístěn venku nedaleko věže. Na návrhu míst a tvorbě specifických uměleckých děl se podíleli umělci či sochaři z celkem sedmi zemí; kromě Tchaj-wanu také Čína (Hongkong), Velká Británie, Německo, Francie, Spojené státy a Kanada. Celý projekt trval téměř tři roky.
V roce 2013 přibylo další (tj. desáté) umělecké dílo s názvem Infinite Life (též Unlimited life) od tchajwanského umělce Kang Muxianga, který vytvořil celkem sedm hliníkových soch vysokých 1,2 až 3,2 metrů z vysloužilých výtahových kabelů mrakodrapu. Jedna z nich je postavena u vchodu do budovy. Další se později dostala až do New Yorku.

### Umělecká díla

#### Uvnitř
- Numbers (též 1-0) – autor: Robert Indiana (USA), materiál: hliník[66][69]
- Global Circle (též The Ring of the World) – autor: Chung Pu (Tchaj-wan), materiál: černá žula a bílý mramor[66][70][71]
- Dialogue Between Yin and Yang – autor: Rebecca Horn (Německo), materiál: ocel a železo[72]
- Seal – autor: Cheung Yee (Čína: Hongkong)[66][73]

#### Venku
- Love – autor: Robert Indiana (USA), materiál: hliník[49][66][74]
- The Rising Sun-The Shooting Stars (též Star and moon) – autor: Crystal Palace waterscape art design company, Doug Duff (Kanada), materiál: žula[66][75]
- Dragon Feature-The Finale Show (též Long Yueyun) – autor: Crystal Palace waterscape art design company, Doug Duff (Kanada)[66][76]
- City Composition (též Urban Symphony) – autor: Jill Watson (Británie), materiál: bronz[66][77]
- Between Earth and Sky – autor: Ariel Moscovici (Francie), materiál: různé druhy žuly[66][78]
- Infinite Life (též Unlimited life) – autor: Kang Muxiang (Tchaj-wan), materiál: hliník (ze starých výtahových kabelů)[66][67][68]

### Příležitostné výstavy
V budově, zejména pak v prostorách vnitřní observatoře na 89. podlaží, probíhají výstavy dalších zajímavých umělců z celého světa. Jednu z fotografií měla zde příležitost odprezentovat i fotografka Mária Švarbová ze Slovenska, o jejíž tvorbu projevila zájem tchajwanská zpěvačka Hebe Tien. Švarbová nafotila sérii snímků pro zpěvaččino album „Day by Day".

## Replika v Tobu World Square

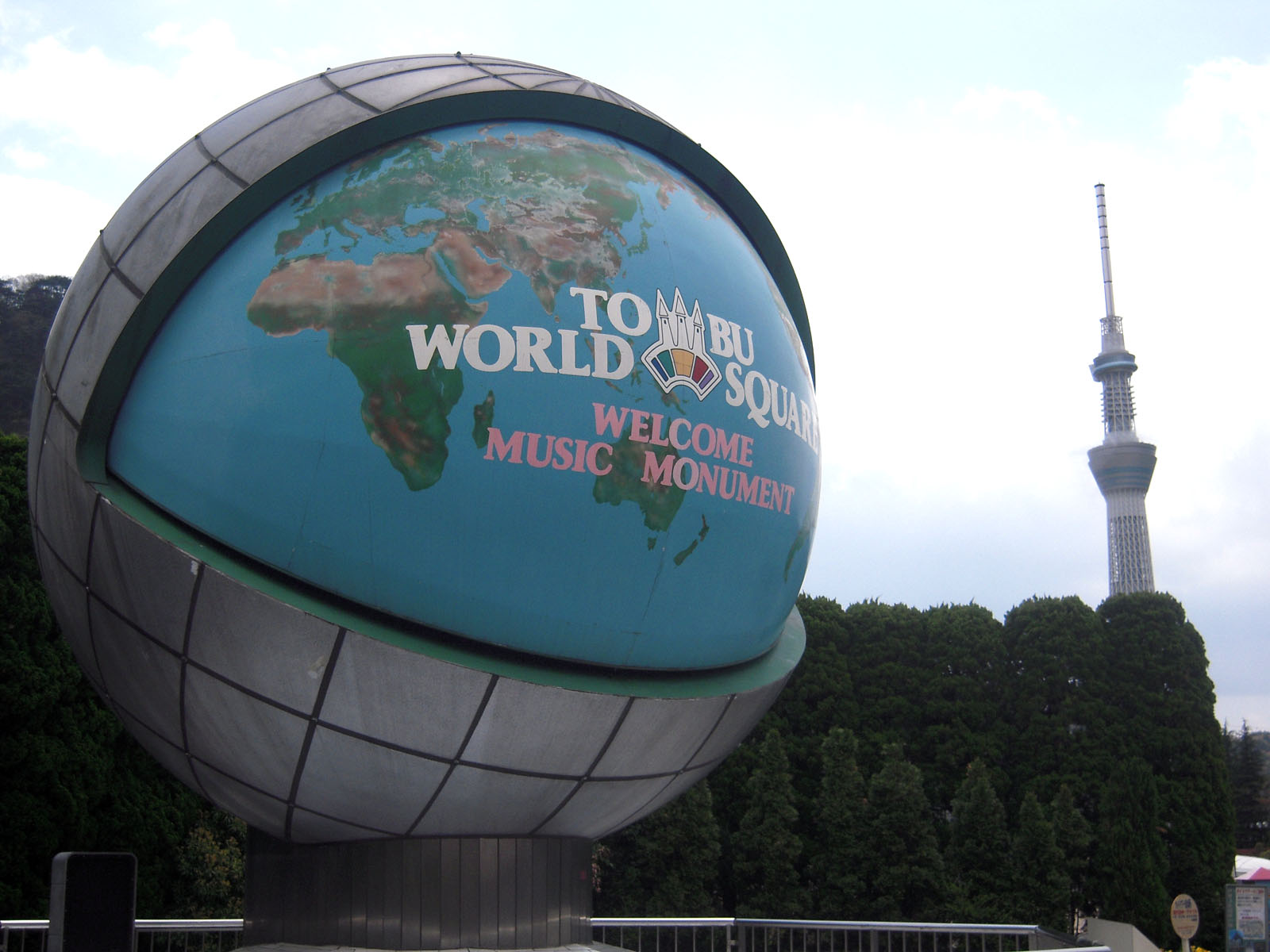
Vstup do Tobu World Square a v pozadí jedna z maket (telekomunikační věž Tokyo Sky Tree)

Tobu World Square (zkr. TWS, jap. 東武ワールドスクウェア) je zábavní park v malém městečku Kinugawa Onsen v Nikkó, v hornaté prefektuře Točigi v Japonsku. Nachází se v něm více než sto věrohodných modelů známých staveb z celého světa v dechberoucím měřítku 1:25 (jsou jen 25krát menší než skutečné stavby), včetně těch spadajících do světového kulturního dědictví UNESCO.
V říjnu 2015 byl představen model mrakodrapu Tchaj-pej 101, rovněž v měřítku 1:25, takže je vysoký více než 20 metrů. Věrohodná a díky skutečným rozměrům budovy vysoká a nepřehlédnutelná maketa má za cíl ohromit zdejší návštěvníky a motivovat je k návštěvě Tchaj-peje, a tedy podpořit cestovní ruch Tchaj-wanu. Model se nachází v zóně Asie (dělení podle kontinentů či konkrétních zemí, kde byly skutečné stavby postaveny), kde je vystavena další řada maket, např. Velké čínské zdi, Chrámu nebes, Namdemunu nebo Zakázaného města. Po setmění jsou rozsvíceny či nasvíceny jako skutečné stavby a nechybí ani umělá zeleň, dopravní prostředky nebo plastikové makety lidí v odpovídajícím měřítku.

## Ocenění

### Emporis Skyscraper Award 2004
V roce 2004 byl Tchaj-pej 101 zvolen za nejlepší mrakodrap/výškovou stavbu roku pro svůj design a využivší technologie německou informační společností Emporis (Emporis GmbH), která se specializuje na sběr dat o nemovitostech celého světa.

### Leadership in Energy and Environmental Design (LEED)
V roce 2011 získala budova prestižní certifikaci LEED Platinum (nejlepší možné ohodnocení – 80 a více bodů), kterou uděluje nezisková organizace U.S. Green Building Council (USGBC), za inovace v hodnotě 60 milionů NT$ (více než 2 miliony dolarů), díky nimž se Tchaj-pej 101 stala ekologickou a energeticky úspornou stavbou. Řadí se tak mezi nejvyšší a „nejchytřejší“ tzv. zelené budovy na světě. Přestavba trvala dva roky a nové technologie sníží spotřebu elektřiny a vody, nebo množství vyprodukovaného odpadu. Ročně jen úspora nákladů za energii činí 700 000 amerických dolarů.

### British Broadcasting Corporation (BBC)
V roce 2015, ve zprávě zveřejněné 9. října, byl Tchaj-pej 101 označen mezinárodním médiem BBC za jeden z osmi nejkrásnějších mrakodrapů na světě.

### Council on Tall Buildings and Urban Habitat (CTBUH)
V roce 2019 byl mezinárodní radou pro vysoké budovy (CTBUH) Tchaj-pej 101 jmenován mezi 50 nejvlivnějších mrakodrapů světa.